# Чэмпион, Мардж
Мардж Чэмпион (англ. Marge Champion, урождённая Марджори Селеста Белчер (англ. Marjorie Celeste Belcher), 2 сентября 1919 — 21 октября 2020) — американская актриса, танцовщица и хореограф.

## Биография
Марджори Селеста Бэлчер родилась в Лос-Анджелесе в семье режиссёра по танцам Эрнеста Белчера и его супруги Глэдис Ли Баскетт (урождённой Розенберг). Это был второй брак её матери, а от первого брака у неё уже была дочь Лина Баскетт, ставшая единоутробной сестрой Чэмпион. С юных лет она начала заниматься танцами, а в 12 лет уже стала инструктором балета в школе своего отца. Вскоре её наняла студия «Walt Disney» в качестве модели для танца главной героини в их анимационном фильме «Белоснежка и семь гномов» (1937). Её движения в танце были срисованы для повышения реализма Белоснежки. Позже она также выступила моделью для Голубой Феи из «Пиноккио» (1940), а также одного из персонажей в «Фантазии» (1940).
В 1947 году, спустя несколько лет после развода с первым супругом, аниматором «Walt Disney» Артом Бэббитом, Мардж Бэлчер вышла замуж за хореографа и танцора Гауэра Чэмпиона, взяв при этом себе фамилию мужа. Вместе с ним она сыграла в ряде популярных мюзиклов «MGM», среди которых «Плавучий театр» (1951), «Все моё — твоё» (1952) и «Это выглядит красиво» (1952). В 1957 году у них даже было собственное шоу на телевидении под названием «Шоу Мардж и Гауэра Чэмпион», представлявшее собой ситком с музыкальными и танцевальными номерами. Этот брак принёс ей также двоих сыновей, Блейка и Грегга, и завершился разводом в 1973 году. После этого Мардж Чэмпион ещё раз была замужем, за режиссёром Борисом Сагалом (отцом Кэти Сагал), который погиб в результате несчастного случая на съёмочной площадке в 1981 году. Помимо кино и телевидения Мардж Чэмпион неоднократно появлялась и Бродвее в ряде популярных мюзиклов.
В 2001 году, в возрасте 82 лет, она в последний раз появилась на бродвейской сцене в мюзикле «Безумства». После завершения актёрской карьеры, Чэмпион стала преподавать танцы и хореографию в Нью-Йорке. Её актёрские достижения отмечены звездой на Голливудской аллее славы.
Скончалась 21 октября 2020 года в доме своего сына в Лос-Анджелесе в возрасте 101 года.

## Награды
- Эмми 1975 — «Лучший хореографический номер» («Королева зала звёздной пыли»)